# Барынин, Валерий Николаевич
Валерий Николаевич Барынин (25 марта 1940, Арзамас, СССР — 16 января 2016, Москва, Россия) — советский актёр Московской оперетты, народный артист РСФСР, художник. Член партии «Единая Россия».

## Биография
Детские годы прошли в Кирове. Исключен из седьмого класса 14 школы города Кирова за неуспеваемость по немецкому языку — категорически отказался изучать язык фашистов, убивших на войне отца.
Позже пошёл работать на «Вятское машиностроительное предприятие „АВИТЕК“» (тогда носившее название «Кировский машиностроительный завод имени XX партсъезда КПСС»), где работал токарем, слесарем. В свободное время начал заниматься в Вятском хоре русской песни.
В 18 лет стал солистом Сибирского народного хора (Новосибирск), затем солистом Омского народного хора, ведущим солистом Омского театра музыкальной комедии.
Для дальнейшего развития требовалось профессиональное образование, и, выдержав конкурс 13 человек на одно место, Валерий в 1962 году поступил в Уральскую консерваторию и, окончив её, получил сразу три диплома: актёра музыкального театра, концертного певца и педагога.
Учась на втором курсе консерватории, начал работать в Свердловском театре музыкальной комедии (1963—1972), где за девять лет работы сыграл более сорока ролей.
С 1972 по 1990 год работал в Московской оперетте.
С 1991 года давал сольные концерты в России и за рубежом.
При подготовке к выступлению всегда сам накладывал грим. Из этого действа выросло увлечение живописью. Барынин был членом Союза художников России (1998), лауреатом различных конкурсов, действительным членом Международной организации МОFSIFА под эгидой ЮНЕСКО (1993). У него было 16 выставок в Москве, Санкт-Петербурге, в Нидерландах и Австрии.
С 2002 году стал членом партии «Единая Россия».
Похоронен в колумбарии Троекуровского кладбища.

## Награды и звания
- Заслуженный артист РСФСР (1972).
- Народный артист РСФСР (1984).
- Орден Трудового Красного Знамени (1990)[4].